# Justin Reid
Justin Quentin Reid (Prairieville, Luisiana, 15 de febrero de 1997) más conocido como Justin Reid, es un jugador profesional estadounidense de fútbol americano que se desempeña en la posición de safety en Kansas City Chiefs, equipo de la National Football League (NFL).

## Carrera
Fue seleccionado en la tercera ronda en la Reunión Anual de Selección de Jugadores de la NFL de 2018. Hizo su debut profesional con el equipo Houston Texans, en el cual jugó cuatro temporadas (2018-2022), luego pasó a Kansas City Chiefs, donde lleva jugando dos temporadas.